# 共和国国会 (秘鲁)

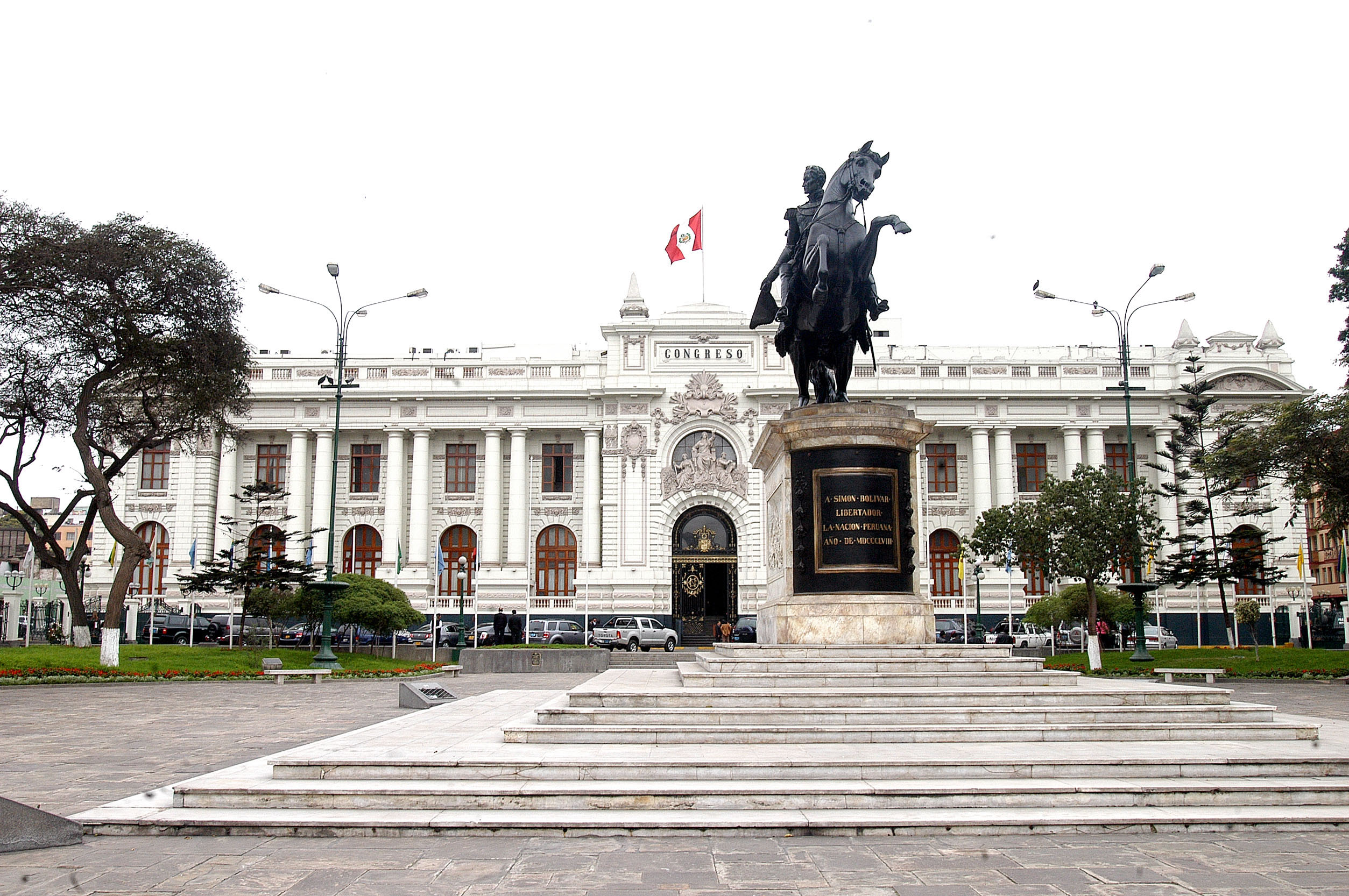
立法宫位于玻利瓦尔广场前面

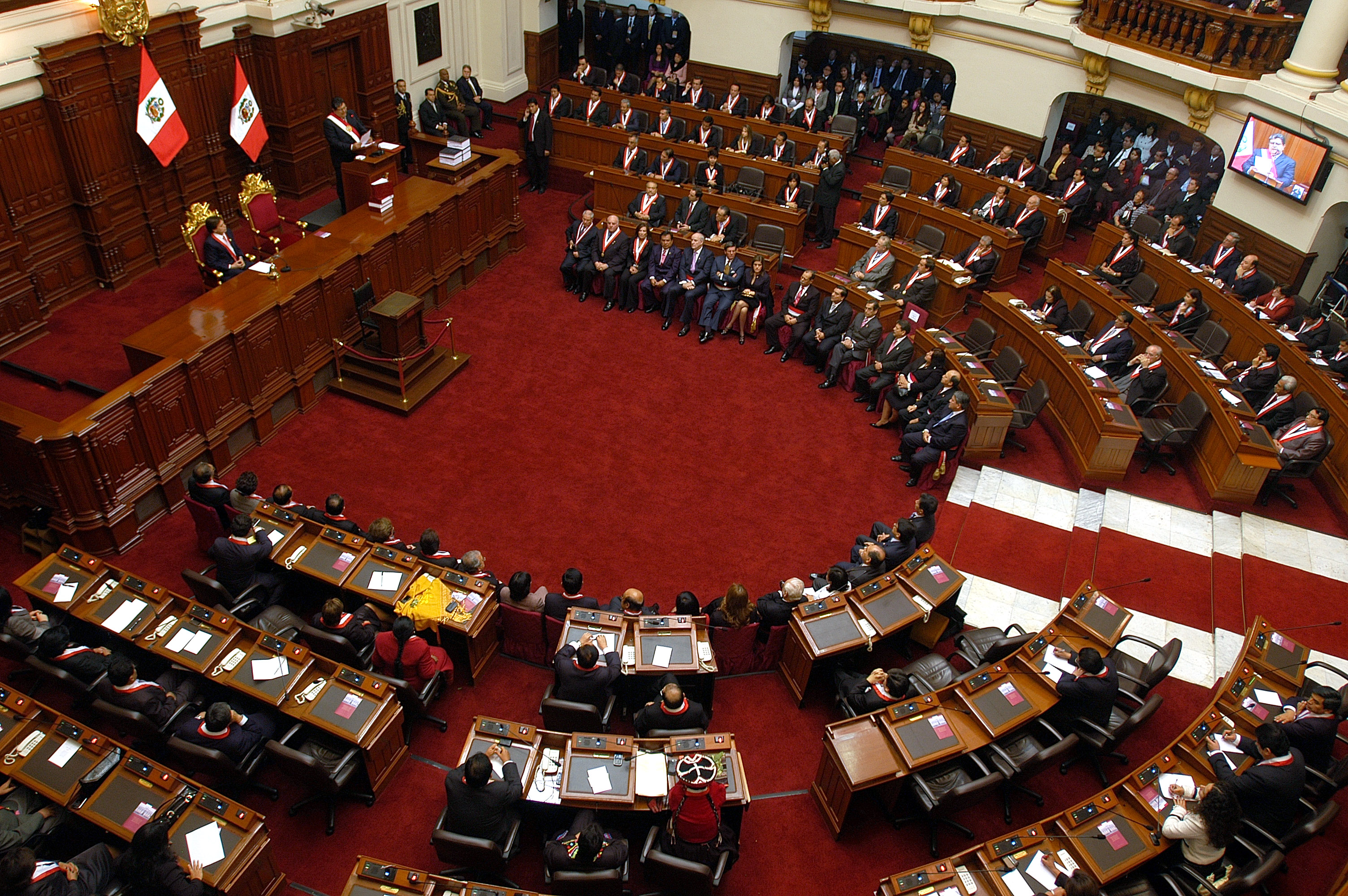
国会内部

共和国国会（西班牙語：Congreso de la República）是秘鲁的国家立法机关。国会实行一院制，由130名议员组成，由比例代表制選舉產生，每届国会任期5年，與秘魯總統任期相同。国会代表国家，其最基本的职权9包括：代表国家、制定法律、政治监察、定位国家经济、政治和社会发展、修改宪法等。除了議長外，亦設有第一副議長及第二副議長。
現時在野黨人民力量是國會第一大黨，並控制國會。
本届秘鲁国会在2016年选举、议员宣誓之后，于2019年9月30日被总统马丁·比斯卡拉解散，导致了2019年秘鲁宪法危机。总统颁布法令，暂定于2020年1月26日举行大选。

## 历史
秘鲁于1821年独立以后，何塞·德·圣马丁为了制定一个初步形成的国家的宪法召开制宪国会的选举。这制宪国会，由弗朗西斯科·哈维尔·德卢纳·皮萨罗主持，编写了1823年的宪法，这是秘鲁国会一院制的由来，不同於其他拉美國家的兩院制。
1993年召开了最后一次的制宪会议（民主制宪国会 - CCD）那次会议制定了1993年的宪法（现行宪法）。当前的宪法制定了一院制，120位议员的国会，后来扩大到130位议员。在1995年，国会议员玛尔塔·查维斯成为秘鲁历史上第一位女性国会議長。

## 国会职权
根据憲法第102条，国会职权是：
1. 制定法律和立法决议，及法律的诠释、修改、废除。
2. 确保宪法和法律的尊重，适当地处理违宪者。
3. 依照宪法，批准条约。
4. 批准政府预算和总帐。
5. 依照宪法，授权发行公债。
6. 行使大赦权。
7. 批准政府提出的领土划界。
8. 在不侵犯主权的情况下，同意外国军队进入国家领土。
9. 授权总统出国。
10. 行使宪法上指的其他职责，以及国会本身的职权。

## 1993年的宪法
依照当前宪法，秘鲁采用一院制。依照国会内部规定 （第47条）一个常会为期五年，从一个新国会开幕到下一个新国会的开幕。而且（第四十八条）制定年会从7月27日到下一年的7月26日。
每次当选择一个新国会的时候，都会组建一个协调委员会。协调委员会的主席命令读阅国家选举法庭送来的国会议员投票结果、关连法规、国会办公厅主任发表的协调委员会主席委员会的结构通知和最后官方报纸上发表的昭告。然后，主席立即宣布构成国会协调委员会和常会。然后介绍议程。
协调委员会会议继续直到到议程的事宜都结束才能解散。在此期间，只可以暂停。首先，国会议员宣誓后正式就职，若干日后，举行国会主席委员会。一旦选出国会主席委员会，并且所有议员就位后或者在位的国会议员数目是超过60位，国会主席宣告国会正式成立。国会主席在7月27日成立的国会和年会议召集国会议员参会，并结束协调委员会会议。
7月27日，聚集在国会的全体会议，国会主席接着该年的年会期和第一次常会的开幕，召集国会议员参加7月28日共和国总统的就职典礼。

## 国会大厦
在秘魯的国家历史中，国会曾在不同的地方召集会议，在太平洋战争期间甚至隐匿地召集会议。
在十九世纪期间，国会有两个大厦：众议院在国立圣马尔科斯大学的总督旧址举行会议，参议院在消失的神圣宗教裁判所的旧址举行会议。它们都位于在所谓的三美德广场，后来被称为国会广场，宗教裁判所广场或玻利瓦尔广场。
二十世纪，拆除圣马尔科斯旧址和建设现今的立法宫后，国会开始在这个新址开会。
位于利马市中心，玻利瓦尔广场前面的秘鲁立法宫，离政府宫以东五条街。